# Vår Frelsers-temető

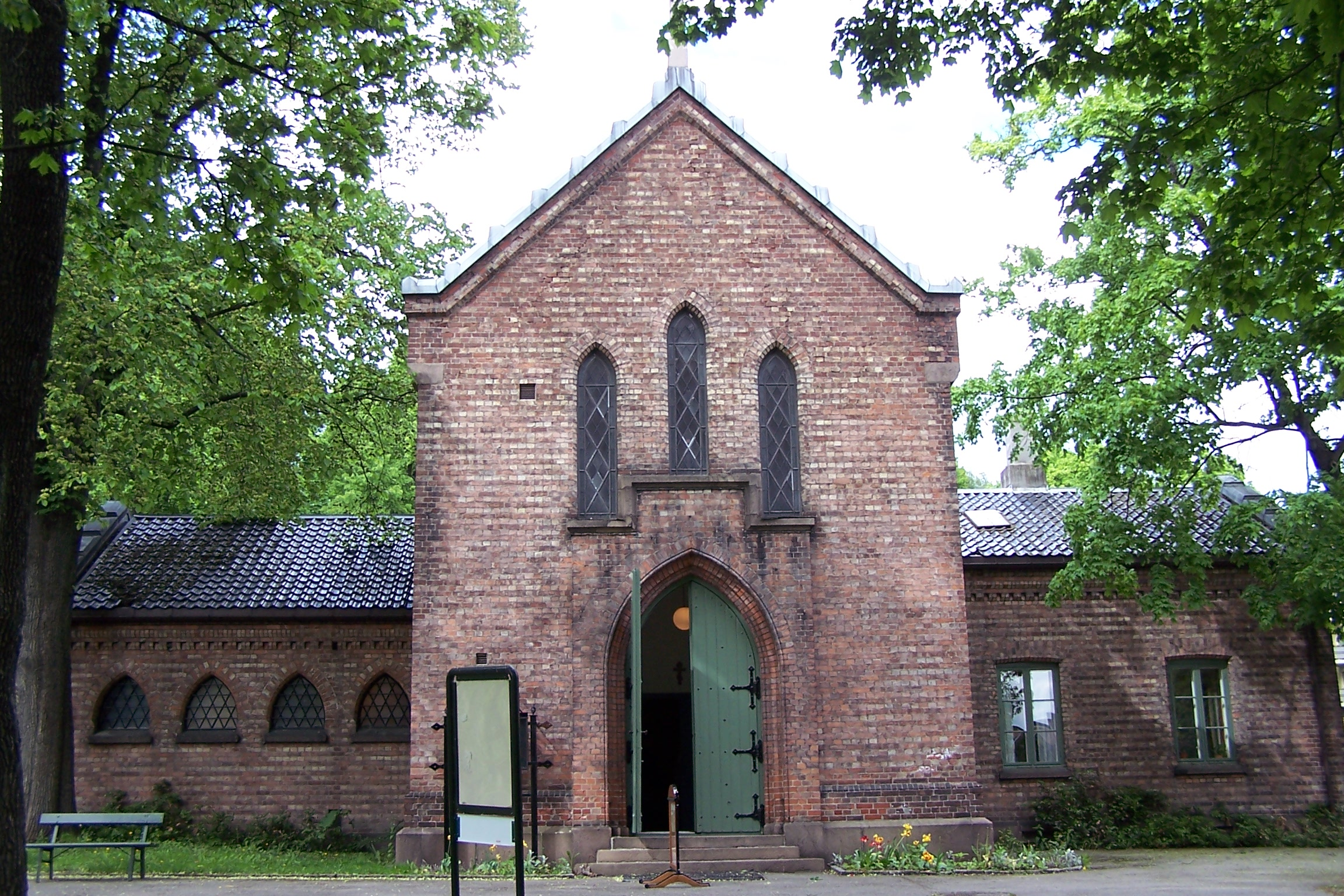
A Mi Megmentőink Ortodox templom

A Vår Frelsers-temető (Vår Frelsers) (magyarul: Megváltónk-temető) Norvégia fővárosában, Oslóban, Hammersborgtól északra, Gamle Aker kerületben. 1808-ban hozták létre, miután a napóleoni háborúk során éhínség és kolerajárvány tört ki. Területét 1911-ig növelték. A temető 1952-ben telt meg. A temető elsősorban Æreslunden (Becsületliget)  néven vált ismertté, mint Norvégia tiszteletbeli temetkezési helye. 

## A temető nevezetes halottai
- Johan Diderik Behrens
- Bjørnstjerne Bjørnson
- Christian Birch-Reichenwald
- Camilla Collett
- Niels Christian Ditleff
- Birger Eriksen
- Thomas Fearnley
- Carl Gustav Fleischer
- C. J. Hambro
- Aasta Hansteen
- Viggo Hansteen
- Henrik Ibsen
- Sigurd Lie
- Agnes Mowinckel
- Edvard Munch
- Ole Olsen
- Alf Prøysen
- Evald Rygh
- Johan Sverdrup
- Henrik Wergeland

## Fordítás
- Ez a szócikk részben vagy egészben  a   Vår Frelsers gravlund című angol Wikipédia-szócikk fordításán alapul.  Az eredeti cikk szerkesztőit annak laptörténete sorolja fel. Ez a jelzés csupán a megfogalmazás eredetét és a szerzői jogokat jelzi, nem szolgál a cikkben szereplő információk forrásmegjelöléseként.